# Јужни ветар 2: Убрзање
Јужни ветар 2: Убрзање српски је криминалистички филм из 2021. године, редитеља Милоша Аврамовића, по сценарију Петра Михајловића и Аврамовића. Наставак је филма Јужни Ветар из 2018. и истоимене ТВ серије из 2020. године. Снимање је почело 13. августа 2020. године у Књажевцу и трајало је пет недеља у источној Србији, око две недеље у Београду и у Хрватској. Премијера филма била је 19. јула 2021. на Филмском фестивалу у Пули, а 2. новембра била је премијера у Комбанк дворани. Два дана касније почело је приказивање у биоскопима, дистрибутера Taramount Film-а. Филм је приказан као истоимена серија од четири епизоде на каналу Суперстар ТВ од 24. септембра до 2. октобра 2022. године.

## Радња
Петар Мараш користи предности стеченог статуса неприкосновеног вође српског подземља. Желећи да прошири посао и врати се у оквире закона, Мараш улаже илегално стечен новац у легалне послове и вребајући повољну прилику, он по задатку, са верним Баћом одлази у источну Србију.
Добили су задатак од државе да од сељака купе имовину за пролазак цеви за Јужни ток. Сељаци нуде своју понуду а Црвени им даје мање од 10% износа који су тражили. Сељаци прихватају, а Мараш цепа уговор. Одлучује да направи сопствени посао са сељацима и даје им дупло више од онога што им је Црвени понудио.
Марашев брат Ненад почиње на своју руку да води посао диловања, након чега га сарадник намешта Бугарима који га отму. Када Мараш сазна за то, илегално одлази у Бугарску и бежећи од граничне полиције, успева да сазна где се његов брат налази.
Помаже им Бугарин коме је намештено заједно са Ненадом, али је пуком срећом преживео. Заједно нападају село у ком се налази криминална група која је отела Ненада...

## Улоге
| Глумац                  | Улога                     |
| ----------------------- | ------------------------- |
| Милош Биковић           | Петар Мараш               |
| Јована Стојиљковић      | Софија Мараш              |
| Миодраг Радоњић         | Марко Милошевић "Баћа"    |
| Предраг Мики Манојловић | Драгослав „Цар”           |
| Александар Берчек       | Слободан Остојић "Црвени" |
| Лука Грбић              | Ненад Мараш               |
| Мариан Валев            | Чавдар                    |
| Захари Бахаров          | Кирил                     |
| Мак Маринов             | Ангел                     |
| Анастазија Еверал       | Ели                       |
| Ненад Хераковић         | Дамир Мурић               |
| Асен Блатечки           | Борис                     |
| Радован Вујовић         | Танкосић                  |
| Дарко Стошић            | Ђука                      |
| Младен Совиљ            | Дрка                      |
| Горан Навојец           | Томица                    |
| Танасије Узуновић       | Мирољуб Вујић Вуја        |
| Љубомир Николић         | Телохранитељ Црвеног      |

## Музика
Као и у првом делу, и за потребе овог филма је Милош Аврамовић и остатак продукцијске екипе сарађивао са бројним хип хоп музичарима који су објавили нове песме за потребе овог дела филма. За потребе другог дела филма снимљене су следеће песме:
- Анђела Јовановић, Више нисам своја[4][5]
- Ђус и Шолаја, Панцир[5]
- Јостра и Елдорадо, Успех и моћ[5]
- Инас, АП[6]
- Девито, Маме ми[5]
- Voyage и J Fado, Плеши[7]
- Djomla KS x Милош Радовановић, Убрзање[8]
- Ferox & Москов, Freak[9]
- Давид x Кира, Шта ми је[10]
- Газда Паја, Пусти мајко[11]

## Награде
- Филмски фестивал у Пули - посебно признање Хрватског филмског фонда ХАВЦ у знак захвалности за развој заједничких копродукција и публике
- 45 фестивал филмског сценарија у Врњачкој Бањи - награда публике; Римски златник Милошу Биковићу за допринос афирмацији и промоцији филмског фестивала у Врњачкој Бањи